# عامل تفکیک‌کننده کایرال

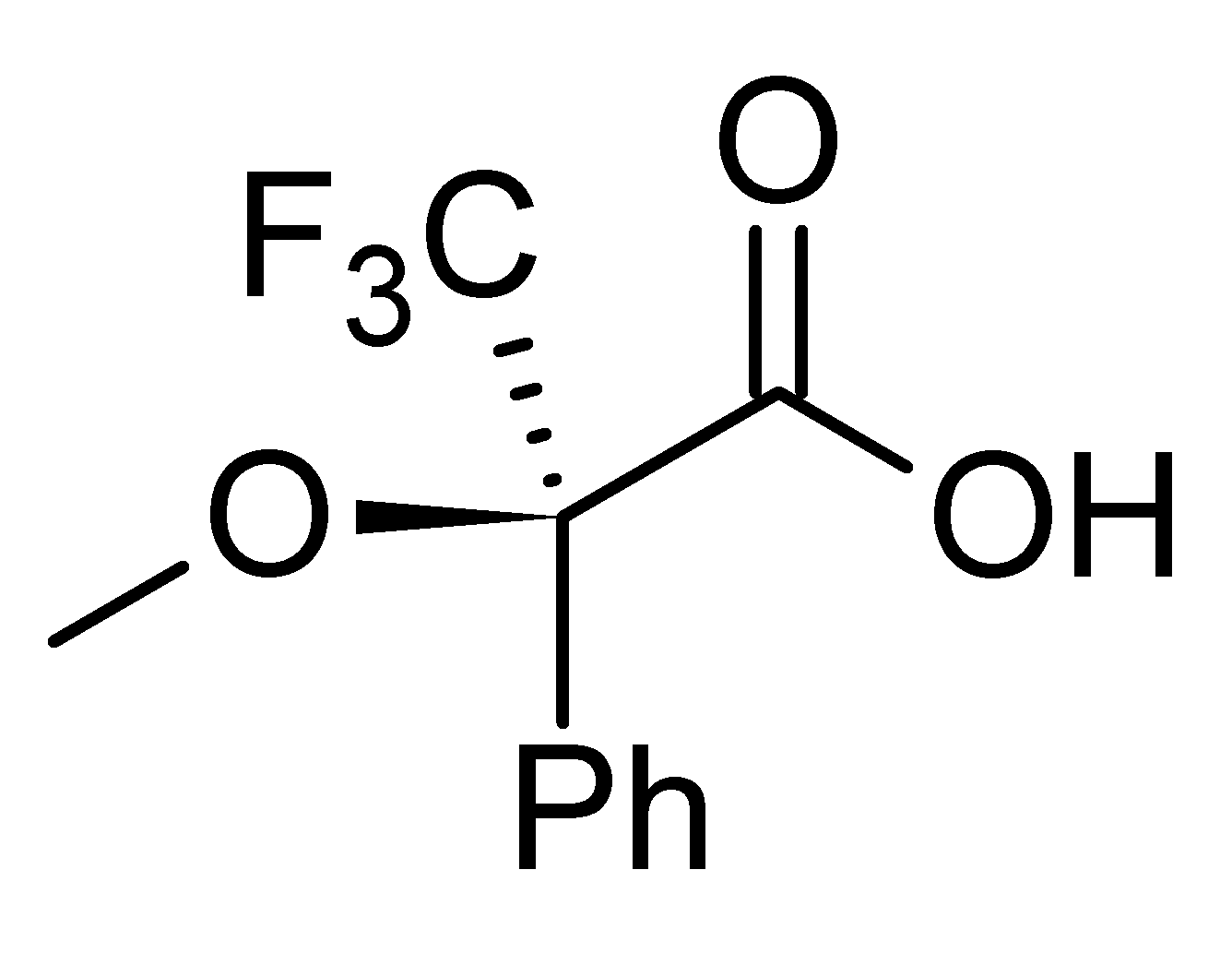
(R)-α-متوکسی-α-(تری‌فلورومتیل)-فنیل‌استیک اسید (اسید موشر)

عامل تفکیک‌کننده کایرال (CDA) که به عنوان واکنشگر حل‌کننده کایرال نیز شناخته می‌شود، یک کمکی کایرال است که برای تبدیل مخلوطی از انانتیومرها به دیاسترویومرها به منظور تجزیه و تحلیل مقادیر هر انانتیومر موجود در مخلوط استفاده می‌شود. تجزیه و تحلیل را می‌توان با طیف‌سنجی یا کروماتوگرافی انجام داد. استفاده از عوامل تفکیک‌کننده کایرال با رواج روش HPLC کایرال کاهش یافته‌است. علاوه بر تجزیه و تحلیل، عوامل تفکیک‌کننده کایرال برای تفکیک کایرال، جداسازیِ فیزیکیِ واقعیِ انانتیومرها نیز استفاده می‌شود.

## تاریخچه
از زمانی که طیف‌سنجی NMR در دسترس شیمی‌دانان قرار گرفته‌است، مطالعات متعددی در مورد کاربردهای این تکنیک انجام شده‌است. یکی از این موارد تفاوت در جابجایی شیمیایی (یعنی فاصله بین قله‌ها) دو دیاستریومر است. برعکس، دو ترکیب که انانتیومر هستند دارای خواص طیفی NMR یکسانی هستند. در نتیجه اینگونه استدلال شد که اگر بتوان ترکیبی از انانتیومرها را با پیوند دادن آن‌ها به یک ماده شیمیایی دیگر که خود کایرال است به ترکیبی از دیاستربومرها تبدیل کرد، می‌توان این مخلوط جدید را با استفاده از NMR تشخیص داد و بنابراین با مخلوط انانتیومری اصلی آشنا شد. اولین نمونه پر کاربرد از این تکنیک در سال ۱۹۶۹ توسط هری استون موشر معرفی شد. عامل کایرال استفاده شده یکی از انانتیومرهای MTPA (α-متوکسی-α-(تری‌فلورومتیل)-فنیل‌استیک اسید) بود که به اسید موشر نیز معروف است. اسید کلرید مربوطه نیز به نام اسید کلرید موشر و استرهای دیاستریومری حاصل به عنوان استرهای موشر شناخته می‌شوند. سیستم دیگر الکل پیرکل است که در سال ۱۹۷۷ توسعه یافت.